# بنج مصري
البنج المصري أو السكران المصري أو سم الفيران  أو سكران أو الفلزلز (باللاتينية: Hyoscyamus muticus) هو نوع نبات عشبي معمر يتبع جنس البنج الذي ينتمي للفصيلة الباذنجانية.

## الوصف النباتي
نبات عشبي معمر وقوي النمو. يشغل مساحة قدرها 2 متر مربع، إلا أن نموه يكاد أن يكون أفقياً حيث نهاية أفرعه قد تتجه لأعلى ومغطاة بالأوبار الكثيفة. أوراقه كبيرة الحجم، طولها 20 سم بيضوية الشكل، حافتها ملساء إلا أنها تحمل من 2-5 أسنان ذات قمم مثلثة الشكل غير متساوية، لونها أخضر فضي لكثرة الزغب والأوبار. الأزهار لونها بنفسجي داكن.

## الموئل والانتشار
موطن هذا النوع بلاد الشام ومصر وتركيا والقوقاز.

## الصفات الكيميائية
تختلف أنواع البنج في أنواع المواد القلويدية وكميتها. فعلى سبيل المثال، البنج المصري يحمل الهيوسين (باللاتينية: Hyoscine) والهيوسيامين (باللاتينية: Hyoscyanine) بينما الأبيض والهندي (باللاتينية: Hyoscyamus reticulatus) ينتج كل منهما القلويدين السابقين بجانب القلويد الأتروبين (باللاتينية: Atropine). وتدل النتائج من التحليل الكيماوي أن البنج المصري يحتوي على أعلى كمية من القلويدات السابقة عدا الأتروبين بالمقارنة بمثيله الهندي والأوروبي الأسمر.
القللـويدات	المصري	الأوروبي	الهندي
الـهيـوســين	0.06	0.04	0.03
الـهيوســاين	0.10	0.08	0.05
الأتروبــيــن 	لا يوجد	0.03	0.01

## الظروف البيئية
نبات السكران يعتبر من النباتات الخاصة بالمناطق معتدلة الحرارة، إلا أن نموه الخضري والزهري يكون سريعاً ومبكراً تحت الظروف الدافئة كما في الهند ومصر، لذلك ينمو في معظم الصحارى المصرية بصورة جيدة صيفاً لارتفاع الحرارة، ويكون محتواها من القلويدات مرتفعاً بعكس الشتاء البارد ذو النمو الضعيف والمحتوى من المواد الفعالة قليلاً. كما يعد السكران من النباتات طويلة النهار، لأن فترة النهار الطويلة وشدة الضوء الكثيفة تعمل كل منهما على زيادة النمو وكثرة المحتوى القلويدي. هذه النتائج أثبتها روفائيل عام 1976 بتعريض السكران المصري لفترة ضوئية تزيد عن 16 ساعة يومياً، حتى النباتات المعرضة لفترة الضوء المستمرة طوال اليوم قد أزهرت مبكراً عن مثيلتها ذات 12 ساعة المعرضة ضوئياً أو أقل من ذلك.
الرطوبة الجوية ذات تأثير فسيولوجي على مركبات السكران القلويدية. حيث قام فهمي عام 1936 بتحليل أوراق البنج المصري الموجود على شواطئ البحر الأبيض المتوسط وفي داخل الصحارى المصرية، وأثبت أن القلويدات الكلية مرتفعة في النباتات البرية النامية في المناطق الجافة مرتفعة الحرارة. حتى صابر وبلبع عام 1956 لاحظا أن كمية القلويدات تقل كلما اقتربنا من المناطق المرتفعة الرطوبة تبعاً للبيئات المختلفة إقليمياً، والجدول التالي يبين نتائج تلك الدراسة.
| المنطقة         | نسبة المواد القلويدية (%) |
| --------------- | ------------------------- |
| بساتين بركات    | 0.18                      |
| القناطر الخيرية | 0.67                      |
| برج العرب       | 0.51                      |
| سخا             | 0.41                      |

تجود زراعة البنج في جميع الأراضي الزراعية لا سيماً الخفيفة منها والعالية الخصوبة وجيدة التهوية. ويعتبر السكران من النباتات المقاومة للقلوية والملوحة، وينمو بصورة حسنة في الأراضي التي تتراوح قلويتها حتى 8.8=ph. وذكر صابر وبلبع عام 1956 أن عينات السكران المأخوذة خلال شهري كانون الثاني/يناير وآب/أغسطس من طريق القاهرة - السويس ومنطقة الجبل الأصفر حيث المسافة القصيرة بينهما إلا أن التربة في كل منهما مختلفة كيميائياً، لأن تربة الجبل الأصفر مرتفعة الملوحة (0.45 – 0.74 %) والنباتات منخفضة القلويدات الكلية (1.054 – 1.251 %) بالمقارنة بتمثيلها بتربة طريق مصر السويس الصحراوي ذات الملوحة المنخفضة (0.2 – 0.213 %) ونباتاتها عالية القلويدات الكلية (1.104 – 2.13 %).

## موعد الزراعة
نباتات البنج من النباتات التي تزرع شتلاً للحصول على أكبر إنتاج عشبي وقلويدي مرتفع، على أن تنثر البذور في أرض المشتل إما خلال النصف الأول من شباط حتى نيسان أو أواسط أيلول حتى آخر تشرين الأول على أن يكون الشتل بعد 45 يوماً من الزراعة بالبذور وطول البادرات 8 سم على الأقل محتوية على ثلاثة أوراق. إلا أنه يفضل الزراعة صيفاً لسرعة النمو وكثافته عن العروة الشتوية علماً بأن المحتوى القلويدي يكاد أن يكون مرتفعاً في العروة الصيفية لارتفاع درجة الحرارة وطول النهار.

### معدل البذور
الزراعة الصيفية تحتاج لكمية من البذور حوالي 150 غرام للفدان الواحد تساوي نصف الكمية شتاءً، وتعطى عدداً من الشتلات اللازمة للمساحة السابقة حوالي 20 – 25 ألف شتلة.

### طريقة الزراعة
تحرث الأرض جيداً عدة مرات، وتشتل البادرات في وجود الماء على أن يكون غرسها في الثلث العلوي من الخط والمسافة بين النبات والآخر 40-50سم،80سم بين الخط والآخر.

### الري
نبات البنج من النباتات الحساسة جداً للماء، فيكون معدل نموه كبيراً ومحتواه القلويدي صغيراً عند ما يروى كثيراً.لذلك يجب أن يروى رياً معتدلاً وخفيفاً، بشرط أن يكون على فترات متباعدة أي بمعدل ريّة متوسطة الكمية كل شهر صيفاً ونصف وشهر ونصف شتاءً خلال فترة النمو.علماً بأن النباتات البرية المعتمدة على الري الطبيعي فقط تفوق مثيلتها المزروعة والمعتمدة على الري الصناعي.وأثبت أحمد عام 1944أن الري المستمر صناعياً لنبات السكران المصري المنزرع تحت الظروف المحلية المصرية يؤدي إلى خفض المحتوى الكلي من القلويدات.كما أن صابر وبلبع عام 1956 أشار إلى أن الأراضي المنخفضة الرطوبة (0.17-1.96%) محتواها من القلويدات عالياً عن مثيلتها المنزرعة في الأراضي المرتفعة الرطوبة (1.05 -3.56%).

## التسـميد
السكران يحتاج إلى التسميد الصناعي لرفع المحصول الخضري وزيادة محتواه من القلويدات. حيث عبر عن ذلك (Malik)وآخرون عام 1963 أن السكران يعطى نمواً خضرياً وفيراً وإنتاجاً قلويدياً كبيراً عندما يضاف إليه نترات البوتاسيوم والسوبر فوسفات بدون إضافة السماد الآزوتي. ومع هذا أعلن روفائيل عام 1976 أن زيادة مستويات الأسمدة الآزوتية تعمل على رفع الإنتاج الخضري والمحتوى القلويدي في السكران المصري كما هو واضح في الجدول (11).ولوحظ أن السكران الأوروبي يكون نموه غزيراً ومحتواه القلويدي مركزاً عندما تضاف إليه الأسمدة المختلطة من الآزوت والفسفور والبوتاسيوم.
جدول 11 :تأثير مستويات السماد الآزوتي على نمو القلويدات الكلية للسكران المصري
مستوى الآوزت الوزن الجاف النسبة المئوية للقلويدات الكلية (كغم/فدان) (غرام/نبات) الأوراق السوق الجذور الأزهار
المقارنة 97.4 	0.725 0.725 0.269 1.01
100 152.7 0.699 0.691 0.311 1.04
200 153.8 0.745 0.733 0.282 1.08
400 157.6 0.81 0.741 0.25 1.09

## جمع العشب
أنسب فترة لجمع العشب الأخضر لنبات السكران أثناء فترة التزهير وقبل طور الإثمار للحصول على أعلى وأكبر إنتاج من النمو الهوائي والمحتوى الفعّال من القلويدات على أن يكون الحش دفعة واحدة وفوق سطح الأرض بحوالي 5سم للأصناف الحولية من السكران.بينما الأنواع المعمرة وثنائية الحول ،تكون كمية القلويدات في العشب مرتفعة خلال فصلي الربيع والصيف ومنخفضة خريفاً وشتاءً. لهذا السبب يمكن حشها دفعة واحدة إما في شهر مايو أو أغسطس من كل عام، بشرط أنت تكون في مرحلة الإزهار لأن نسبة القلويد من الهيوسيامين هي السائدة عن القلويد الهيوسين المنخفضة.
ويمكن أخذ حشتين من العشب الأخضر سنوياً على أن يكون القطع فوق سطح الأرض 12-15سم ويعتنى بالمتبقي في التربة بالماء والغذاء لتجديد وتنشيط النموات الحديثة لإعطاء نمو خضري جديد ،وبعد 2-3شهور من الحشة الأولى يمكن الحصول على الحشة الثانية مباشرة.
بعد قطع النباتات ،ينقل العشب إلى مكان التجفيف المجهّز لهذا على أن يوضع في وضع رأسي وقممها الطرفية إلى الأعلى مع التقليب اليومي لضمان سرعة التجفيف منعاً للتعفن بواسطة الفطريات والتخمر الإنزيمي. ويجف العشب بعد أسبوع تحت الظروف العادية للتجفيف الهوائي الشمسي أو في مكان مظلل.علماً بأن أحمد وفهمي عام 1952 أثبتا أن التجفيف المظلل يحافظ على المظهر الخارجي للأوراق والعشب ذات المحتوى القلويدي المرتفع عن مثيلتها المجففة شمسياً. حتى العالم Zederkiewicz عام 1959 ذكر أن التجفيف الصناعي عند درجة 60 م لمدة 13-16 ساعة داخل أفران التجفيف بسبب زيادة كمية القلويدات الكلية لعشب السكران عن مثيلتها من النباتات التي تم تجفيفها صناعياً تحت درجات حرارة أقل ولمدة زمنية أطول.
ومعدل الإنتاج من العشب الجاف والمجفف تجفيفاً طبيعياً يتراوح تقريباً بين 7-8طن للفدان الواحد عندما يحش النبات دفعة ة واحدة في السنة أو 10-12طن عندما يحش النبات على دفعتين في العام الواحد، تبعاً لنوع السكران وظروف البيئة والمعاملات الزراعية وطريقة التجفيف.

## التغير في المحتوى القلويدي
ثبت أن المحتوى القلويدي لنباتات السكران مرتفع خلال المرحلة الأولى من النمو ويأخذ في النقصان خلال النمو الخضري ،ثم يبدأ في الارتفاع مرة أخرى أثناء طور التزهير ،آخذاً في الانخفاض التدريجي عقب العقد وتكوين الثمار والبذور.كما يبدو أن المركب الرئيسي الهيوسيامين يتكون أساساً في الأوراق منتقلاً إلى الجذور عبر السوق، والمركب الثاني الهيوسين الأقل مستوى يتكون فقط في الجذور منتقلاً إلى الأجزاء الخضرية الهوائية ،ونادراً ما يتكون المركب الثاني من المركب الأول داخل الأعضاء الخضرية.حيث ذكر روفائيل عام 1976م أن المحتوى الكلي للقلويدات يختلف باختلاف العضو النباتي كما يختلف باختلاف الأطوار المختلفة للنمو والتطورلنباتات وأنواع السكران لأن المستوى الأعلى من القلويدات الكلية في الأزهار، يليها الأوراق والجذور ثم السوق، كما هو مدون في الجدول(12)
جدول يبين كمية القلويدات الكلية في الأعضاء المختلفة لنبات السكران المصري خلال مرحلة التطور المنزرعة في مصر.
مرحلة التزهير مرحلة الإثمار
أعضاء النبات
القلويدات القلويدات القلويدات القلويدات (%) (غم/نبات) (%) (غم/نبات)
الأزهار 0.76 0.05 0.52 0.02
الأوراق 0.65 0.24 0.42 0.08
السوق 0.27 0.06 0.22 0.05
الجذور 0.3 ____ 0.3 ____

## الفوائد والاستعمال
منذ زمن بعيد، وأجدادنا يخلطون الأوراق الجافة لنبات السكران مع أوراق الدخان بمزجهما معاً مستعملة كنوع من أنواع التدخين العلاجي لتخفيف آلام الربو الشعبي والمغص المعوي. وقد تسحق أزهاره أو أوراقه أو كلاهما معا وتكبس ضغطاً لعمل أقراص وحبوب وتعطى عن طريق الفم بغرض التخدير لإجراء العمليات الجراحية البسيطة ،لتخفيف الآلام الحادة نتيجة الجروح العميقة وكسور العظام الشديدة ولتسكين آلام المغص الكلوي أومن احتباس البول المثاني أو آلام العمود الفقري باعثاً إلى النوم والراحة ومهدئاً للأعصاب والتهيج.
وحديثاً يستعمل مشتق المادة الفعالة إسكوبولامين (باللاتينية: Scopolamine) في صورة الهيدروبروميد كمهدئ ومسكن لحالات الجنون والهيجان المستمر والهذياء المرتجف ،ويخفف من حالات الشلل الرعاشي المسمى بالشلل الرعاش. كما يفيد في تنشيط فعالية المورفين للإسراع إلى النوم العميق لتخفيف وعلاج المدمنين من تعاطي المخدرات وشرب الخمور.